# قائمة العطل الرسمية في أوكرانيا

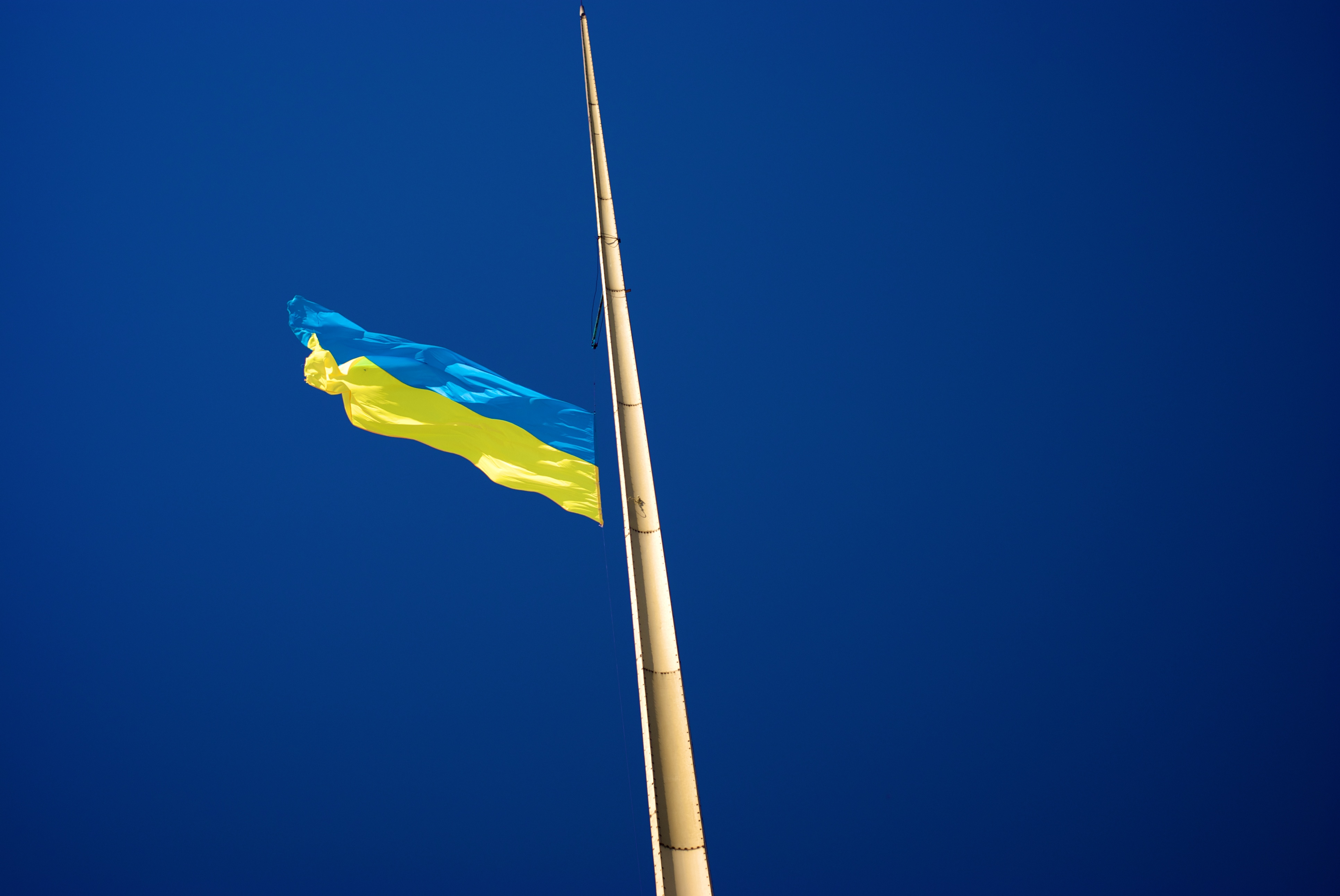
علم أوكرانيا

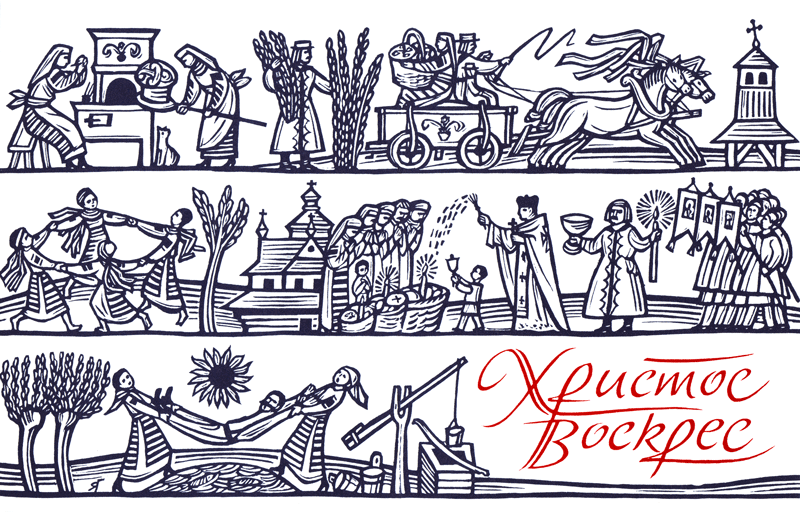
بطاقة بريدية لعيد الفصح (جاك هنيزدوفسكي)

 أيام العطل الرسمية في أوكرانيا كالتالي:
| التاريخ                | الاسم باللغة العربية                              | الاسم باللغة الأوكرانية                            | ملاحظات                                                                       |
| ---------------------- | ------------------------------------------------- | -------------------------------------------------- | ----------------------------------------------------------------------------- |
| 1 يناير                | رأس السنة الميلادية                               | Новий Рік                                          |                                                                               |
| 7 كانون الثاني / يناير | (تقويم يولياني) عيد الميلاد                       | Різдво                                             | عيد الميلاد حسب الكنيسة الأرثوذكسية                                           |
| 8 مارس                 | اليوم العالمي للمرأة                              | Міжнародний жіночий день                           |                                                                               |
| إبريل / مايو           | (تقويم يولياني) عيد الفصح                         | Великдень                                          | عيد القيامة وفقا للكنيسة الأرثوذكسية                                          |
| عيد الفصح + 49 يوما    | (تقويم يولياني) عيد العنصرة                       | Трійця                                             | عيد ديني                                                                      |
| 1 مايو                 | عيد العمال                                        | День праці                                         | حتى عام 2018 2 مايو كان يوم عطلة رسمية أيضا.                                  |
| 9 مايو                 | يوم النصر على النازية في الحرب العالمية الثانية   | День перемоги над нацизмом у Другій світовій війні | إحياء لذكرى نهاية الحرب العالمية الثانية و انتصار الحلفاء على ألمانيا النازية |
| 28 يونيو               | يوم الدستور                                       | День Конституції                                   | للاحتفال بدستور أوكرانيا 1996                                                 |
| 24 أغسطس               | يوم الاستقلال                                     | День Незалежності                                  | من الاتحاد السوفياتي في عام 1991 .                                            |
| 14 أكتوبر              | يوم المدافع عن أوكرانيا                           | День захисника України                             | ابتداء من عام 2015 والذي حل محل الاحتفال بيوم المدافع عن أرض الآباء.          |
| 25 ديسمبر              | (التقويم الميلادي واليولياني المنقح ) عيد الميلاد | Різдво                                             | عيد ديني، ابتداء من عام 2017                                                  |

- الأعياد الدينية تحسب في أوكرانيا وفق التقويم اليولياني (تم كتابتها أعلاه وفقا للتقويم الميلادي ).
- عند وقوع عطلة رسمية في يوم عطلة نهاية الأسبوع (يوم السبت أو الأحد) فإن يوم العمل التالي (على سبيل المثال الاثنين) يتحول إلى يوم عطلة  رسمي.
- عند وقوع  يوم أو يومي عمل محصورين بين يومي عطلة رسمية؛ فإن مجلس الوزراء الأوكراني عادة ما يصدر توصية بتعويض يوم العمل ذلك أو يومي العمل في أيام سبت معينة؛ لتجنب انقطاع أيام الإجازة وتعويض  أيام العمل بنفس الوقت. عادة ما تطبق تلك التوصيات على الموظفين الذين تكون إجازتهم الأسبوعية هي يومي السبت والأحد فقط.